# 桃內車站
37°31′43.49″N 140°59′4.28″E / 37.5287472°N 140.9845222°E
桃内站（日语：／ Momouchi eki */?），是東日本旅客鐵道（JR東日本）常磐線的鐵路車站，位於福島縣南相馬市小高町。2011年3月11日發生東日本大地震，此站雖未受海嘯破壞，但因福島第一核電廠事故，車站在該廠的方圓20公里警戒區內，而曾長期停業，直到2017年4月1日隨著小高車站至浪江車站間恢復行駛而復業。

## 車站結構
桃内站為地面車站，有一座側式月台、一座島式月台，共三股軌道，站房與月台間設有跨線橋。開業以來的使用的木造站房於2000年拆除，改建為鋼構站房於2001年啟用。
此站於1944年原本僅是號誌站，1948年才改成有辦理客運的車站，但在1976年起不再派駐站員而成為無人站。
此站位於山區間的聚落，但戶數較少，周圍大多是水田。
由於2020年春季常磐線浪江車站以南將全部劃入東京近郊區間（浪江車站的自動檢票機會在富岡至浪江之間復駛時啟用），小高車站以北將全部劃入仙台近郊區間，但包括本站在內的浪江車站至小高車站將不屬於任何近郊區間，使得本站將成為常磐線（包括取手以南之快速線與緩行線）全線唯一不能使用包括Suica在內任何IC卡乘車的車站。

### 月台配置
| 月台 | 路線    | 方向 | 目的地           |
| ---- | ------- | ---- | ---------------- |
| 1    | ■常磐線 | 上行 | 磐城、上野方向   |
| 2    | ■常磐線 | 下行 | 原之町、仙台方向 |

## 使用情況
2004年度1日平均上車人次為41人。
| 上車人次推移 | 上車人次推移 |
| 年度         | 1日平均人數  |
| ------------ | ------------ |
| 2000         | 30           |
| 2001         | 36           |
| 2002         | 36           |
| 2003         | 36           |
| 2004         | 41           |

## 圖片

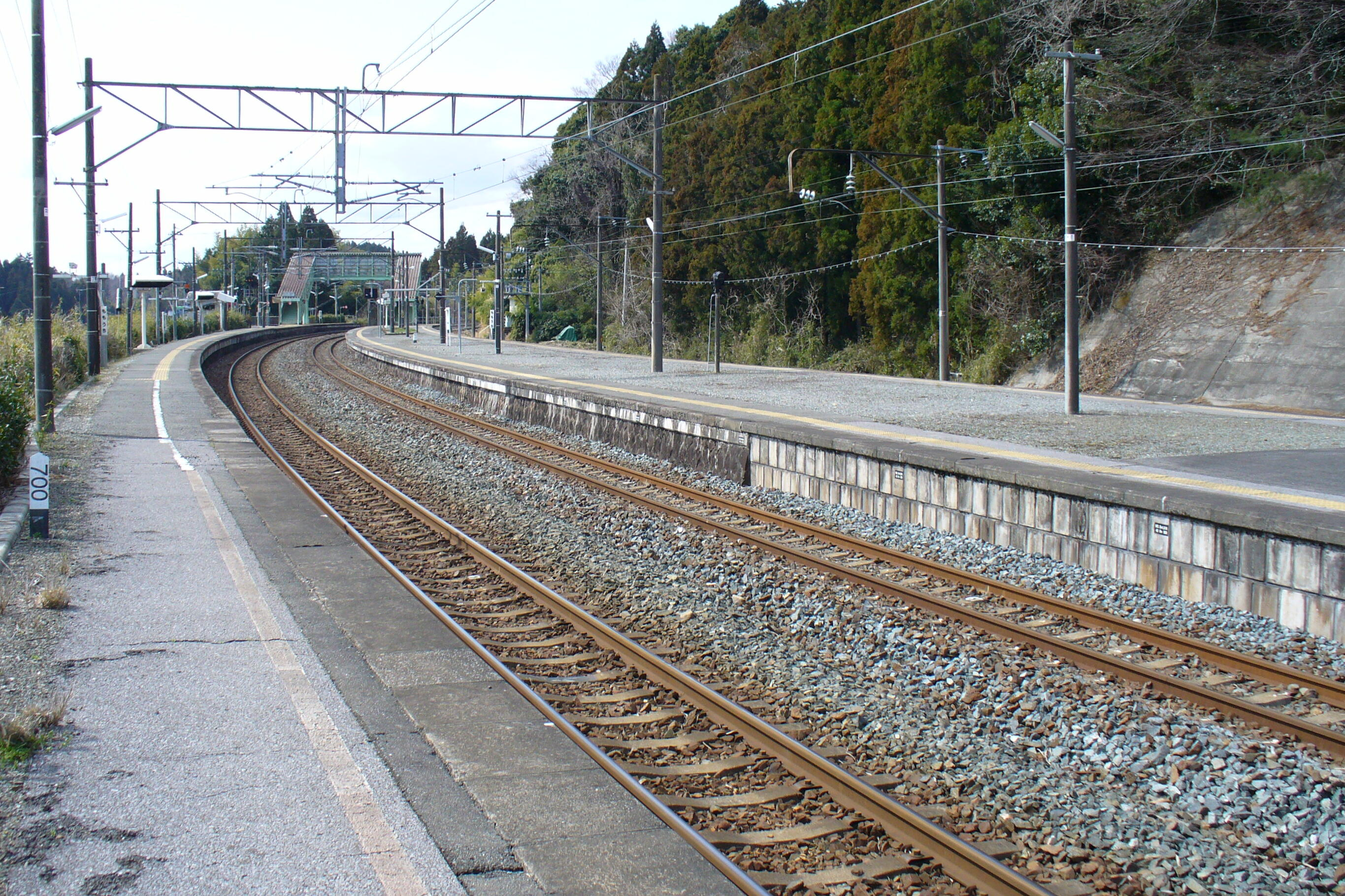
站區内（2008年3月攝）
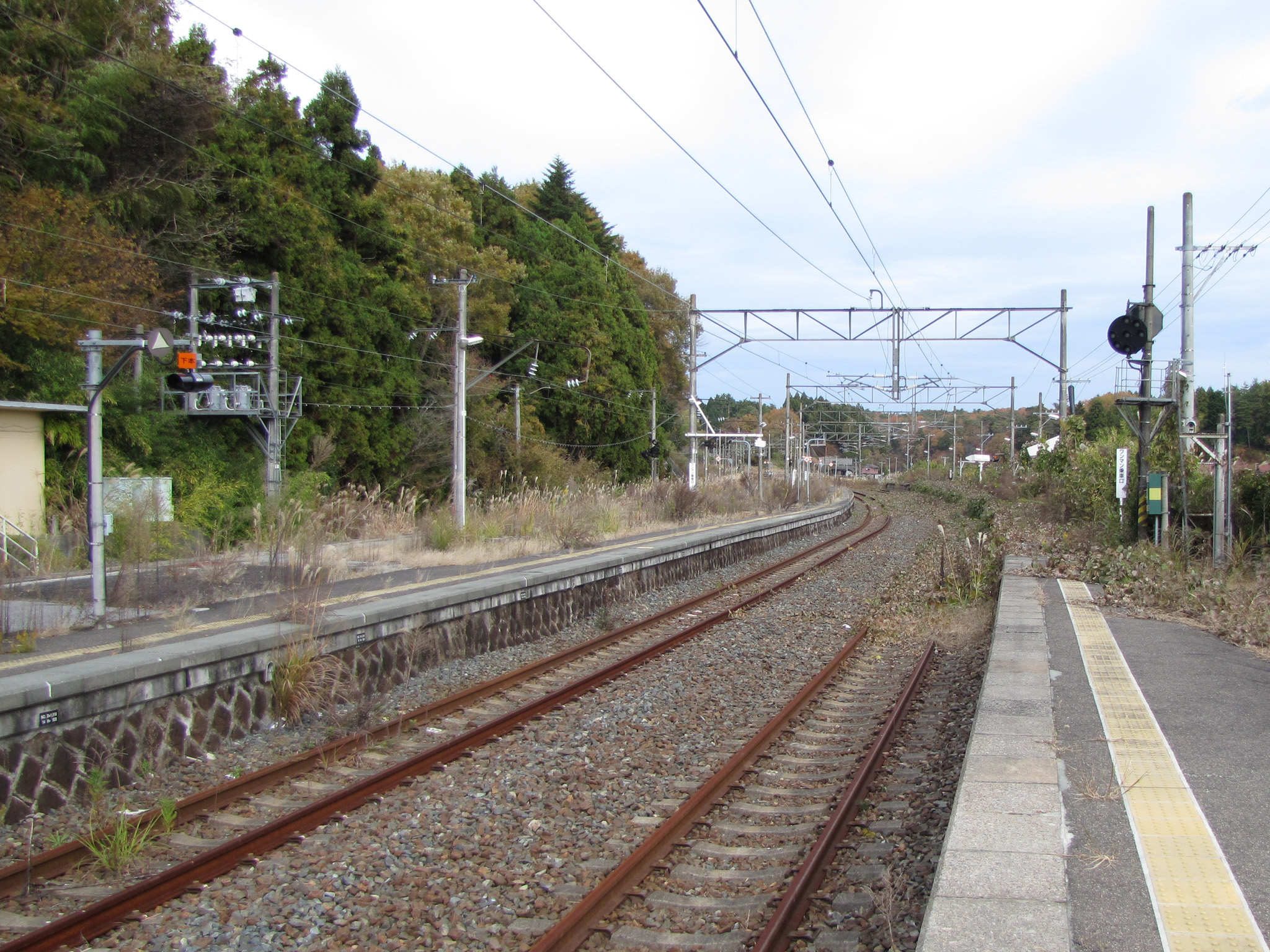
暫停營業的站區内（往仙台方向）（2012年11月26日 攝）
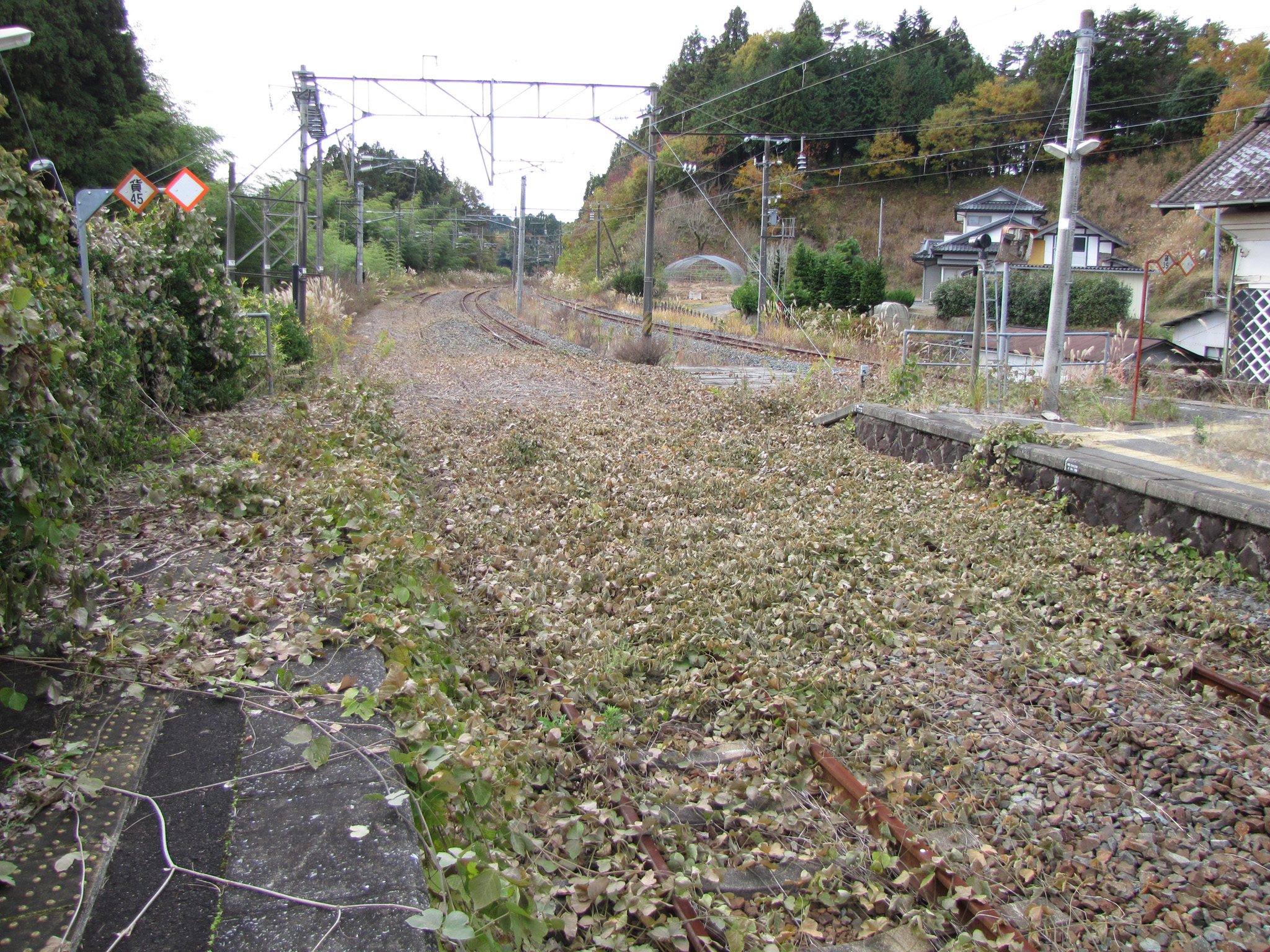
暫停營業的站區内（往磐城方向）（2012年11月26日 攝）

## 相鄰車站
東日本旅客鐵道
■常磐線
浪江－桃內－小高

## 外部連結
- 車站資訊（桃內）：東日本旅客鐵道